# Alice Schanzer
Alice Schanzer Galimberti (Vienna, 18 novembre 1873 – Cuneo, 4 gennaio 1936) è stata una poetessa, traduttrice e critica letteraria austriaca naturalizzata italiana.

## Biografia
Alice Schanzer nacque a Vienna dal finanziere Luigi (Ludwig) Schanzer (Żywiec, 1832-Vienna, 1886), amico di Giolitti, e da Amalia Grünberg (Amalie Pauline Grünberg) (Leopoli, 1845-1918), pianista allieva di Liszt. Il padre Ludwig (in italiano detto Luigi) era figlio di Maximilian Schanzer (originariamente il suo cognome era scritto Szancer) e di Johanna Schanzer (nata Hirsch). La madre Amalie Pauline (in italiano detta Amalia) era figlia di Leo Grünberg e di Sofie (o Sophie) Grünberg (nata Baczales) e sorella del direttore d'orchestra Eugen Grünberg (Leopoli, 30 ottobre 1854-Boston, 11 novembre 1928) (in italiano noto come Eugenio Grunberg ed in ambito di lingua inglese come Eugene Gruenberg). 
Ebbe tre fratelli, Carlo, futuro ministro, Ottone (Otto), funzionario statale, letterato e librettista e Roberto (Robert), ingegnere e matematico. La famiglia si trasferì a Trieste, poi a Milano e infine a Roma, dove Alice frequentò l'Università, seguendo in particolare i corsi di storia dell'arte di Adolfo Venturi e laureandosi in Lettere. 
Nel 1901 pubblicò la raccolta di versi Motivi e Canti, apprezzati dal Carducci. Nel 1902 conobbe e sposò Tancredi Galimberti, ministro delle Poste del governo Zanardelli e l'anno dopo si trasferirono a Cuneo, dove nacquero i due figli Carlo Enrico e Tancredi, il futuro comandante partigiano Duccio Galimberti. Alice scrisse di arte, in particolare di pittura preraffaellita e dei pittori piemontesi contemporanei, di storia del Risorgimento, di Mazzini, di sindacalismo e corporativismo fascista e di letteratura inglese, traducendo Gwilym Oswald Griffith, William Ewart Gladstone, Harriet Eleanor Hamilton King. Nel 1919 ottiene la cattedra di lingua e letteratura inglese nell'Università degli Studi di Messina. 
Morì improvvisamente il 4 gennaio 1936 e il figlio Duccio fece pubblicare nel 1938 il suo studio su Edmund Spenser, l'«Ariosto inglese». Le sue carte sono conservate nell'Archivio Galimberti di Cuneo.

## Opere

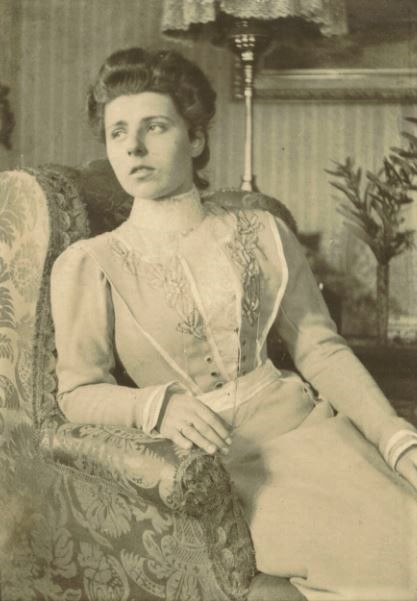
Alice Schanzer

- Il Romanticismo in Italia, Perugia, Tipografia Umbra, 1899
- Motivi e canti, Bologna, Zanichelli, 1901
- L' Ariosto inglese, Roma, Nuova Antologia, 1903
- La Clitennestra medioevale, Roma, Nuova Antologia, 1908
- L' aedo d'Italia: Algernon Charles Swinburne, Roma, Nuova Antologia, 1909
- Misticismo mazziniano, Roma, Nuova Antologia, 1912
- L' ultimo dei Rossetti, Roma, Nuova Antologia, 1915
- Giuseppe Mazzini nel pensiero inglese, Roma, Nuova Antologia, 1919
- Dante nel pensiero inglese, Firenze, Le Monnier, 1921
- Canti nell'ombra, Milano, Unitas, 1928
- Luci mazziniane nel sindacalismo nazionale, Roma, Pensiero e azione, 1929
- Canti di pace e canti di battaglia, Bologna, Zanichelli, 1931
- Carducci in Inghilterra, Roma, Nuova Antologia, 1935
- Edmondo Spenser l'"Ariosto inglese", prefazione di A. Farinelli, Torino, Gambino, 1938
- Al limitare del sogno: poesie e scritti d'arte, a cura di Franca Varallo, Torino, Aragno, 2007 ISBN 9788884193261
- « Tancredi mio... ». Lettere di fidanzamento a Tancredi Galimberti, a cura di Daniela Bernagozzi, Cuneo, Primalpe, 2019 ISBN 9788863873160